# Exocentrus keiichii
Exocentrus keiichii là một loài bọ cánh cứng trong họ Cerambycidae.